# Darkman
Darkman (Brasil: Darkman - Vingança sem Rosto / Portugal: Vingança sem Rosto) é um filme estadunidense de ficção científica, ação e drama com super-heróis lançado em 1990 dirigido por Sam Raimi.
Conta a história de um super-herói que sai em busca de vingança após ter seu corpo mutilado por queimaduras.
O filme teve duas sequências: Darkman II: The Return of Durant e Darkman III: Die Darkman Die.

## Enredo
Peyton Westlake é um cientista que pesquisa peles sintéticas para auxiliar no tratamento de deformidades. Quando seu invento esta quase totalmente desenvolvido ele é atacado e brutalmente espancado em seu laboratório e deixado lá com uma bomba. Após a explosão, fica horrivelmente desfigurado e é tratado com uma forma radical de terapia: uma cirurgia que secciona seus nervos, bloqueando qualquer sensação dolorosa pois, se fosse deixado como estava, a dor perduraria pelo resto de sua vida. Porém, o seccionamento dos nervos não impede apenas a sensação dolorosa, mas qualquer resquício do sentido do tato. Como efeito colateral, a falta de sensações físicas induz seu organismo a liberar uma enorme descarga de adrenalina em seu sangue, o que o deixa com uma personalidade constantemente agitada e mesmo descontrolada, além de lhe conceder resistência sobre-humana e uma força física equivalente à de dez homens. Quando consegue dominar-se, começa a arquitetar um plano para vingar-se de todos os que o perseguiram, usando para isso os resultados de sua pesquisa que possibilitam a ele assumir a identidade de qualquer um através de máscaras feitas com a pele sintética. 
Ele mata Rick, um dos capangas que mataram seu assistente de laboratório, com isso ele arma (se passa por Pauly com a mascará) para que Pauly seja morto por seus colegas(Pauly é areemessado do prédio), que acreditam que ele tenha desaparecido com Rick.
Existe apenas um problema, a pele começa a se desintegrar após 99 minutos. 

## Elenco
- Liam Neeson como Peyton Westlake / Darkman
- Frances McDormand como Julie Hastings
- Ted Raimi como Rick
- John Landis como Físico
- Colin Friels como Louis Strack Jr.
- Larry Drake como Robert G. Durant
- Nelson Mashita como Yakitito
- Jessie Lawrence Ferguson como Eddie Black
- Rafael H. Robledo como Rudy Guzman
- Dan Hicks como Skip
- Dan Bell como Smiley
- Nicholas Worth como Pauly
- Aaron Lustig como Martin Katz
- Arsenio 'Sonny' Trinidad como Hung Fat
- Said Faraj como Escriturário da loja de conveniência
- Nathan Jung como Guerreiro chinês
- Professor Toru Tanaka como Guerreiro chinês #2
- John Lisbon Wood como Assistente
- Frank Noon como Camelô
- Maggie Moore como Enfermeira

## Premiações
Venceu
Sitges - Catalonian International Film Festival
Indicado
Academy of Science Fiction, Fantasy & Horror Films
Sitges - Catalonian International Film Festival

## Ligações Externas
- Darkman. no IMDb.
- Darkman no AllMovie (em inglês)Invalid ID.
- Darkman (em inglês). no Box Office Mojo.
- «Darkman» (em inglês) no Rotten Tomatoes
- «Darkman no site The New York Times Company» (em inglês)